# 11257 Родіонта
11257 Родіонта (11257 Rodionta) — астероїд головного поясу, відкритий 3 жовтня 1978 року.
Тіссеранів параметр щодо Юпітера — 3,563.